# Слобода-Долинська
Слобода-Долинська — село Долинської громади Калуського району Івано-Франківської області України.

## Історія
На карті фон Міга (Arnold Friedrich von Mieg) 1779—1783 рр. село назване «Слобода Лісова».
У 1939 році в селі проживало 870 мешканців (830 українців-грекокатоликів, 10 українців-римокатоликів, 30 євреїв).

## Населення

### Мова
Розподіл населення за рідною мовою за даними перепису 2001 року:
| Мова       | Кількість | Відсоток |
| ---------- | --------- | -------- |
| українська | 673       | 99.85%   |
| російська  | 1         | 0.15%    |
| Усього     | 674       | 100%     |

## Природа
Село розташоване серед лісу, крім північної частини у Тур'янській долині. Через село протікає річка Тур'янка. На північний схід від села розташоване заповідне урочище «Підліс».
На східній стороні від села бере початок річка Сивка.

## Відомі люди
- Якимович Надія Дмитрівна — працівниця Головного осередку пропаганди ОУН, зв'язкова, Лицар Срібного Хреста Заслуги УПА. Загинула поблизу села.